# Astronomy Picture of the Day
El Astronomy Picture of the Day (APOD, en español: Imagen de Astronomía del Día) es un sitio web mantenido por la NASA y por la Universidad Tecnológica de Míchigan. De acuerdo con el sitio web, "cada día, se muestra una imagen o foto diferente del nuestro universo, con una corta explicación escrita por un astrónomo profesional". La fotografía mostrada no es necesariamente tomada el mismo día que se mostrada, y algunas veces se muestran fotos que ya han aparecido anteriormente.